# Cukrzyca steroidowa

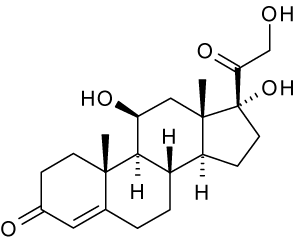
Wzór strukturalny kortyzolu

Cukrzyca steroidowa – zaburzenia metabolizmu węglowodanów, występujące w chorobie i zespole Cushinga (hiperkortyzolemii), a czasem także w trakcie leczenia hormonami glikokortykosteroidowymi.
W początkowym stadium występowania cukrzyca steroidowa jest zaburzeniem odwracalnym i może ustąpić po usunięciu przyczyny choroby, np.:
- usunięcie guza produkującego hormony
- zaprzestanie kortykoterapii (np. Encortonem)

W przypadku, gdy działanie hormonu jest długotrwałe lub dotyczy ono osób genetycznie predysponowanych do cukrzycy, wykształca się obraz trwałej cukrzycy.
Charakterystycznym objawem cukrzycy steroidowej jest obniżenie progu nerkowego dla glukozy, spowodowane zmniejszeniem resorpcji w cewkach nerkowych. Jest to przyczyną znacznego cukromoczu przy umiarkowanej hiperglikemii.
W cukrzycy steroidowej występuje insulinooporność spowodowana zmniejszonym powinowactwem insuliny do receptorów insulinowych. Leczenie polega więc na stosowaniu diety cukrzycowej (diety z ograniczeniem łatwo przyswajalnych węglowodanów) i (w zależności od stopnia zaburzenia tolerancji glukozy) doustnych leków przeciwcukrzycowych lub insuliny.